# Venus Luxure No. 1 Baby
Az 1993-as Venus Luxure No. 1 Baby a Girls Against Boys második nagylemeze. Szerepel az 1001 lemez, amit hallanod kell, mielőtt meghalsz című könyvben.

## Az album dalai
|     | Cím                | Hossz |
| --- | ------------------ | ----- |
| 1.  | In Like Flynn      | 4:25  |
| 2.  | Go Be Delighted    | 3:56  |
| 3.  | Rockets Are Red    | 5:03  |
| 4.  | Satin Down         | 5:56  |
| 5.  | Let Me Come Back   | 3:24  |
| 6.  | Learned It         | 3:24  |
| 7.  | Get Down           | 4:31  |
| 8.  | Bullet Proof Cupid | 4:50  |
| 9.  | Seven Seas         | 2:54  |
| 10. | Billy's One Stop   | 2:59  |
| 11. | Bug House          | 4:51  |

## Közreműködők

### Girls Against Boys
- Alexis Fleisig – dob
- Eli Janney (Mr. Silas Greene) – sample-ök, basszusgitár, ének, hangmérnök
- Scott McCloud – ének, gitár
- Johnny Temple – basszusgitár

### Produkció
- Drew – hangmérnök
- Steve Palmieri – hangmérnök
- Ted Niceley – producer

## Fordítás
Ez a szócikk részben vagy egészben a Venus Luxure No.1 Baby című angol Wikipédia-szócikk ezen változatának fordításán alapul.  Az eredeti cikk szerkesztőit annak laptörténete sorolja fel. Ez a jelzés csupán a megfogalmazás eredetét és a szerzői jogokat jelzi, nem szolgál a cikkben szereplő információk forrásmegjelöléseként.